# 시모가모촌 (히로시마현)
시모가모촌(下加茂村)은 히로시마현 후카야스군에 설치되었던 촌이다. 현재의 후쿠야마시에 해당한다.

## 역사
- 1889년 4월 1일 - 정촌제 시행에 의해 야스나군 시모가모촌이 단독으로 촌제를 시행해 발족하였다.
- 1898년 10월 1일 - 군의 통합에 의해 후카야스군에 소속되었다.
- 1941년 10월 1일 - 호조지촌과 합병해 가호촌이 신설하여 폐지되었다.

## 참고문헌
- 角川日本地名大辞典 34 広島県
- 『市町村名変遷辞典』東京堂出版、1990年。